# Highlander
Highlander er en serie fantasy og action-eventyr film, hvor personen Connor MacLeod (Christopher Lambert) er Highlander. Han er født i Glenfinnan i det skotske højland i det 16 århundrede. MacLeod er en "udødelig"; siden den første gang han blev dødelig såret. Han kan ikke ældes, men kan dog blive dræbt ved halshugning. Når kun én "udødelig" er tilbage, vil han eller hun få tildelt "præmien". Den præcise natur af præmien er åben for fortolkning og op til seeren at gætte. I handlingen indgår en serie sværdkampe mellem de "udødelige", og når en blev halshugget, fik modstanderen den dødes kræfter og evner.
Highlanderfilmene og TV-serierne, der fulgte i kølvandet på den originale, har opnået kultstatus blandt en lille kreds af dedikerede fans. Der er opstået en stor mængde fanfiktion, hvoraf meget er tilgængeligt på internettet.
Det typiske i filmene og serierne er brugen af flashback fra tidligere begivenheder i Highlanderens lange liv.
Et kendt citat i filmene og serierne er: "Der kan kun være En." (Eng: "There can be only One.").

## Filmene
- Highlander.
- Highlander II: The Quickening.
- Highlander III: The Sorcerer.
- Highlander Endgame.
- Highlander The Source

## Tv-serier
1990'ernes TV-serie byggede på den samme grundidé, som filmene .
Det første afsnit blev vist den 6. oktober 1992. Serien var centreret omkring Connor MacLeods yngre og Udødelige slægtning Duncan MacLeod (Adrian Paul). Connor MacLeod lavede kun få gæsteoptrædener for at sikre forbindelse til filmene. Halvdelen af serien blev optaget i Canada, den anden halvdel i Frankrig. Det krævede stort samarbejde for få forfatterne og skuespillerne til at rejse frem og tilbage.
I 1994 startede serien Highlander: Den animerede serie finder sted i en fjern fremtid, og Highlander spilles af Quentin MacLeod, mens stemmen tilhører Miklos Perlus.
Highlander: The Raven var en serie med en af personerne fra den forrige serie, Amanda (Elizabeth Gracen), som den centrale figur. Hun blev fulgt af den tidligere politibetjent Nick Wolfe (Paul Johansson). Det første afsnit blev vist den 7. november 1998.

## Eksterne Henvisninger
- Highlander på Internet Movie Database (engelsk)
- Highlander på Filmdatabasen
- Highlander på Scope
- Highlander i Svensk Filmdatabas (svensk)
- Highlander på AlloCiné (fransk)
- Highlander på MovieMeter (nederlandsk)
- Highlander på AllMovie (engelsk)
- Highlander hos American Film Institute (engelsk)
- Highlander på Turner Classic Movies (engelsk)
- Highlander på The Movie Database (engelsk)